# Jean II d'Auxois
Jean d'Auxois, né en Bourgogne et mort en 1358 à Auxerre, est un prélat français du XIVe siècle, évêque de Troyes (1342-1353) puis évêque d'Auxerre (1352-1358).

## Biographie
Jean II d'Auxois est issu de la noble famille de Tournelle et est le neveu de l'évêque de Troyes Jean d'Auxois (év. 1314-1317).
Certaines sources indiquent qu'il est chanoine d'Autun, ensuite chanoine et chantre de Troyes.
À partir de 1328 Philippe de Valois le charge d'estimer le marquisat d'Isle.[réf. souhaitée]
Élu évêque de Troyes, il s'occupe avec soin de son diocèse.
Le pape Innocent VI le nomme évêque d'Auxerre. Il fait son entrée à Auxerre le 29 aout 1353.
Il fonde une chapelle de sainte Syrie à Fontaines et dédie l'église des dominicains à Auxerre en 1356.

### 1358: invasion anglaise et décès
En 1358 les Anglais se rapprochent du nord de la Bourgogne. Les habitants d'Appoigny veulent rétablir l'ancienne forteresse et ses fossés, autour de l'église et ailleurs ; mais ils ne peuvent le faire sans démolir l'auditoire du bailliage et d'autres bâtiments générateurs de revenu pour l'évêché. Ils demandent donc à Jean d'Auxois la permission de les démolir et ce dernier la leur accorde le 6 juin 1358. Toutefois ils ne se sont pas engagés à les maintenir mais seulement à les creuser. Ils demandent donc au chapitre confirmation de cette autorisation, confirmation apportée le 8 juin deux jours après celle de Jean d'Auxois. Mais les Anglais se rapprochent de plus en plus. Jean d'Auxois quitte Régennes pour s'enfermer dans Auxerre. Régennes est pris le 8 juin 1358. Très affecté, Jean II d'Auxois en tombe malade ; il ne peut pas officier pour l'ordination aux Quatre-Temps de l'Avent.
Le 19 janvier 1359, jeudi après l’Épiphanie, les Anglais attaquent la ville d'Auxerre alors que l'évêque est mourant ; l'alerte est donnée, et en conséquence la chambre de Jean II d'Auxois est emplie de défenseurs portant armes lorsque l'extrême-onction lui est donnée.
L'attaque manquée des Anglais retarde l'enterrement, qui est fait quelques jours plus tard dans la cathédrale à gauche du chœur, entre la tombe de Guy de Mello et les marches montant aux stalles du chœur.